# Poninka (stacja kolejowa)
Poninka (ukr. Понінка) – stacja kolejowa w miejscowości Połonne, w rejonie szepetowskim, w obwodzie chmielnickim, na Ukrainie. Położona jest na linii Koziatyn – Berdyczów – Szepetówka. Nazwa pochodzi od pobliskiego osiedla typu miejskiego Poninka.